# Neolamprologus multifasciatus
Многополосый лампрологус (лат. Neolamprologus multifasciatus) — вид цихлид, эндемик озера Танганьика. Самцы достигают 5 см в длину, а самки всего лишь 2,5 см. Это делает их одними из самых маленьких видов цихлид в мире. Окраска светлая, с многочисленными чёрными вертикальными полосами поперёк тела. Обитают близ побережья Неотума озера Танганьика, где образует большие колонии. Поведение рыбок связано с раковинами моллюсков в которых лампрологусы живут.

## Содержание
Среди аквариумистов многополосый лампрологус распространён мало. Эти рыбки не так популярны, как более крупные цихлиды, но они пригодны для небольших аквариумов. Оптимальная температура содержания — 24—26 °C; жёсткость воды — dH 15—25. В аквариуме плавает в нижних слоях воды.
Магазины, которые специализируются на рыбах, или узко специализированные рыбные магазины, если даже не имеют их в наличии, то будут как минимум осведомлены об этих рыбах. Они не так популярны, как цихлиды побольше, но, поскольку они подходят для небольших резервуаров и плодовиты, то все еще широко доступны.
Требования к резервуару очень похожи на требования для других африканских цихлид, таких как Мбуна. Особые требования включают в себя песчаный субстрат для того, чтобы зарываться в него и для размещали раковин. Резервуар должен иметь не менее одной раковины на рыбу, а в идеале - по две.
Два других вида рыб похожи на многополосого лампрологуса; N. similis и N. brevis. Эти три вида достаточно похожи, поэтому магазины обычно продают их всех под общим названием "ракушечники" или "ракушечные цихлиды".